# Jugendtourist
Jugendtourist, JT, var den östtyska ungdomsorganisationen FDJ:s resebyrå och grundades 1975. Dess uppgift var att organisera och främja den nationella och internationella turismen inom ramen för de inskränkningar i rörelsefriheten som gällde för medborgare i DDR.
I samarbete med  Deutsches Jugendherbergswerk svarade Jugendtourist för att boka vandrarhem i DDR för turister från väst.

### Översättning
Den här artikeln är helt eller delvis baserad på material från tyskspråkiga Wikipedia.